# 張憑
张凭（?—?），字长宗，或作嗣宗，吴郡（治今江苏省苏州市）人，东晋政治人物。
张凭祖父张镇，官至苍梧郡太守。张凭几岁时，张镇对张凭的父亲说：“我不如你有好儿子。”张凭说：“爷爷应该用儿子给父亲开玩笑吗！”张凭年轻时有志气，善于清谈，为乡闾所称。举孝廉，策试高第。负其才气，自称以后参与国事。前去拜谒丹阳尹刘惔，被刘惔安置在下坐，张凭想要展现但是没有机会。王濛前来与刘惔清谈，有所不通，张凭末坐回答，辞旨深远，一坐皆惊。刘惔赏识张凭的才华，第二天便派人寻得张孝廉船，邀张凭一同去拜访抚军大将军司马昱。张凭言谈富于义理，司马昱称赞他的话就像山洞那样深邃。被任为太常博士。官至吏部尚书郎、御史中丞。原有文集已佚。